# 브레스트-리토프스크 조약
브레스트-리토프스크 조약(독일어: Friedensvertrag von Brest-Litowsk, 러시아어: Бре́стский мир, Брест-Лито́вский (Брестский) мирный догово́р)은 1918년 3월 3일 소비에트 러시아의 볼셰비키 정권과 동맹국(독일 제국, 오스트리아-헝가리 제국, 불가리아 왕국, 오스만 제국) 사이에 맺어진 평화조약으로, 이 조약의 결과 러시아는 제1차 세계 대전에서 이탈하고 동부전선이 마무리되었다. 독-러 단독 강화 조약이라고도 불린다. 조약이 조인된 곳이 폴란드의 브레스트-리토프스크(폴란드어: Brześć Litewski 브제시치 리테브스키[*]; 당시 러시아령으로 오늘날의 브레스트)였기에 브레스트-리토프스크 조약이라 부른다. 볼셰비키 정권은 독일군과 오스트리아군의 진격을 더 이상 막아낼 여력이 없었기에 절대적으로 불리한 이 조약을 받아들일 수밖에 없었고, 조약의 결과 소비에트 러시아는 러시아 제국 시절 삼국 협상으로 맺어진 모든 합의에 대한 불이행을 천명하게 되었다.
조약의 내용에는 다음과 같은 것들이 포함된다. 소비에트 러시아는 독일에게 발트 3국을, 오스만 제국에게 남캅카스의 카르스 주를 반환한다. 또한 우크라이나 인민공화국의 독립을 인정한다. 또한 60억 금 마르크를 전쟁 배상금으로 토해낸다. 독일 장군참모본부가 내놓은 이러한 요구사항은 너무나 혹독해서 독일측 협상 담당자들마저 놀랄 지경이었다. 폴란드 입헌왕국의 처우는 조약에 명시되지 않았는데, 이는 독일이 폴란드를 대표할 수 있는 집단의 존재를 인정하지 않았기 때문이다. 그 결과 폴란드인들은 저항했다. 1년 뒤인 1919년 베르사유 조약이 맺어지고 독일인들이 베르사유 조약의 가혹성을 성토하자 연합국 및 연합국의 역성을 드는 역사학자들은 베르사유는 브레스트-리토프스크에 비하면 아무것도 아니라고 응수했다. 브레스트-리토프스크 조약 하에 발트 3국은 독일 황제를 받드는 제후국이 되었다.
1918년 11월 독일이 연합국에게 항복하자 브레스트-리토프스크 조약은 사실상 파기되었다. 그러나 조약 결과 독일과 정전하게 된 볼셰비키는 러시아 내전에 집중할 수 있게 되어 결과적으로 내전에 승리했으며, 이후 폴란드, 핀란드, 에스토니아, 라트비아, 벨라루스, 우크라이나, 리투아니아 등 브레스트-리토프스크 조약으로 인해 상실한 러시아 제국 영토의 수복을 천명하게 된다. 그리고 제2차 세계 대전을 거치면서 소비에트 연방은 핀란드와 폴란드 일부를 제외한 나머지 국가들을 모두 재합병하고 폴란드는 위성국으로, 핀란드는 중립국으로 만듦으로써 그 목표를 대부분 달성한다.

## 배경
러시아 제국은 1917년 3월(율리우스력 2월)의 2월 혁명과 로마노프 왕조가 무너진 영향으로 정치·경제가 대혼란에 빠져 있었고, 전쟁을 지속하기가 힘든 상황이었다. 이러한 가운데, 블라디미르 레닌이 지도하는 볼셰비키당은 즉시 휴전을 호소하였고, 국민으로부터의 지지를 확대해 갔다. 특히 독일·오스트리아-헝가리군과 대치하고 있던 전선부대는 볼셰비키당에 대한 지지를 표명하였다.
11월 7일, 볼셰비키 정부는 10월 혁명으로 정권을 탈취하게 된다. 이후 구 러시아 제국령이었던 우크라이나 키이우에서 11월 10일 볼셰비키파와 임시정부파가 군사충돌을 일으키는데, 당시 우크라이나에서 가장 큰 세력을 형성하고 있던 우크라이나 중앙 라다 정부는 기회를 노려 제 2의 임시 정부의 구축을 노리게 된다. 이러한 이유로 라다 정부는 볼셰비키파에 가담하였고, 임시정부파를 우크라이나로부터 전멸시키기에 이른다. 이후 중앙 라다 정부는 볼셰비키의 폭력적인 혁명을 비판하는데, 이로 인하여 양 정부는 대립하게 된다. 11월 20일, 중앙 라다 정부는 우크라이나 인민공화국의 성립을 선언하는데, 이것이 사실상의 우크라이나 독립 선언이 되었다.
볼셰비키 정부는 중앙 라다 정부의 정권 탈취를 시도했지만 실패로 돌아가고, 결국 무력 개입을 도모하게 된다. 하지만 12월 11일, 키예프에서 결행되었던 볼셰비키파 공작원의 최초 무장봉기는 실패로 끝나버렸고, 전선에서 키이우로 향한 증원부대도 도중에 우크라이나군에 의해 무장해제되어 볼셰비키는 러시아까지 추방된다. 12월 15일에 중앙 동맹국측과 휴전한 볼셰비키 정부는 12월 17일, 중앙 라다 정부에 최후 통첩을 내밀었다. 우크라이나가 도저히 수용할 수 없는 조건을 늘어놓은 이 통첩은, 결국 우크라이나·소비에트 전쟁으로 이어지게 된다.

## 진행

### 평화 협상
구 러시아 제국의 영토 내의 혼란이 일어나는 것을 보며, 독일 등의 강대국들은 우크라이나 문제에 간섭하는 것이 불가피하다고 예상하였다. 러시아의 생명선이었던 우크라이나의 손실을 막기 위해, 볼셰비키는 강화 조약 체결에 직면하게 된다. 러시아와 중앙 동맹국과의 평화 협상은 12월 22일 볼셰비키 정부와 동맹국측과의 휴전의 1주일 이후에 브레스트-리토프스크에서 시작되었다. 레프 트로츠키 외상을 대표로 한 협상단은 우선 벨로루시와 폴란드의 국경 확정을 의제로 하였다. 중앙 동맹국측의 대표는 독일의 막스 호프만이었다. 그러나 러시아 측이 “배상금과 영토 병합 없는 평화”를 요구하면서, 교섭은 곧 좌절된다.
12월 25일에는 하르키우에서 볼셰비키파의 우크라이나 인민공화국 성립이 선언되었고, 우크라이나에서의 볼셰비키파의 새로운 거점이 되었다. 같은 날, 러시아의 적색군은 우크라이나 영토 내에 침공을 개시하였고, 1월 초순 사이에 동쪽 우크라이나의 대부분 지역을 점령하기에 이른다. 우크라이나측의 방비는 볼셰비키의 선전 공작과 스파이에 의한 무장 봉기 등으로 점점 무너지고 있었다.
한편, 중앙 라다 정부는 우세보르드·호르보비치 수상을 대표로 한 대표단을 브레스트에 보냈다. 이들은 1월 1일에 브레스트에 도착하였고, 협상단은 러시아와 별도로 중앙 동맹국측과 교섭을 시작하였다.

### 우크라이나의 강화
레프 트로츠키 등은 우크라이나와 중앙 동맹국 사이의 협상 방해를 도모했다. 그러나 독일군의 무력을 필요로 하였던 우크라이나와 우크라이나의 곡물을 필요로 하였던 중앙 동맹국의 이해는 완전히 일치하였고, 러시아가 개입할 여지가 없었다. 1918년 2월 9일, 중앙 라다의 대표단은 중앙 동맹국과의 강화조약인 ‘브레스트-리토프스크 조약’을 맺어 독오군이 중앙 라다군과 함께 반볼셰비키 전선을 치는 것으로 합의를 보게 된다. 이것은 제1차 세계대전에서 맺어진 최초의 강화 조약이 되었고, 동시에 우크라이나에 있어서 처음으로 자국의 독립이 국제적으로 인정받은 것이 되었다. 우크라이나는 중앙 동맹국의 군사 협력의 대가로 100만톤의 곡물 제공을 약속하였다.
이에 따라, 2월 10일에는 러시아측 대표단의 레프 트로츠키는 협상의 일방적인 중단을 선언하였다. 이 때, 볼셰비키 정권은 러시아 혁명에 동참하는 유럽의 노동자들이 궐기하기를 기대하고 있었다. 또한, 이 시점에서 볼셰비키는 키이우를 포함한 중부 우크라이나와 동부 우크라이나의 대부분을 수중에 넣고 있어 방심하는 분위기였다. 우크라이나와 중앙 동맹국과의 강화에 놀란 레닌은 당황하였고, 우크라이나에 회유책을 제시했지만, 때는 이미 늦었다.
한편, 합동군은 2주 사이에 우크라이나를 탈환하고, 더 나아가 발트해 연안도 점령하기에 이른다. 독일 함대는 핀란드만을 목표로 하였기 때문에, 적색 발트함대는 항해를 강행하여 함선을 크론슈타트에 대피시키지 않으면 안 되었다. 장비가 뒤떨어지는 적색군은 독오군의 적이 아니었다. 독일이나 오스트리아-헝가리 노동자들에 대한 기대도 무너져, 볼셰비키 정권은 한층 더 나쁜 조건으로의 합의를 피할 수 없게 되었다.

### 러시아의 강화
1918년 3월 3일, 러시아와 중앙 동맹국과의 강화 조약인 ‘브레스트-리토프스크 조약’이 볼셰비키 정부와 독일 제국, 오스트리아-헝가리 제국, 불가리아 왕국, 오스만 제국 사이에서 조인된다.
조약에 따라서 러시아는 제1차 세계 대전에서 공식적으로 빠지게 되고, 핀란드, 에스토니아, 라트비아, 리투아니아, 폴란드, 우크라이나 및 터키와의 국경 부근에 위치한 도시인 아르다한, 카르, 바투미에 대한 모든 권리를 포기하였다. 터키와의 국경 지역을 제외한 그러한 지역의 대부분은, 사실상 독일 제국에 할양되었다. 독일군의 영향하에 들어간 지역에서는 차례차례로 독립국가가 탄생하게 된다. 또한, 6월 12일, 러시아는 우크라이나에 휴전 협정을 체결하지 않을 수 없게 된다. 우크라이나에서는 4월 29일 중앙 라다 정부가 헤치만의 정변에 의해 무너지고, 파울로를 수반으로 하는 우크라이나 국가가 성립되고, 6월에는 러시아와 우크라이나는 휴전 조약을 체결하면서 제1차 우크라이나·소비에트 전쟁은 종결된다.
또한, 브레스트-리토프스크 조약의 체결 뒤, 8월 27일 베를린에서 체결된 추가조약에 의하여 러시아는 거액의 배상금 지불을 하게 되었다.

## 이후
이후 1918년 11월 13일, 중앙 동맹측의 항복과 제1차 세계 대전의 종결로 볼셰비키 정부는 이 조약을 파기하게 된다. 결국 브레스트-리토프스크 조약은 8개월 동안 효력을 가진 조약이 되었다. 1919년에 체결된 베르사유 조약에서 독일은 브레스트-리토프스크 조약의 해지를 받아들였으며 1922년의 라팔로 조약에서 소련, 독일 쌍방은 협의된 모든 지역에 대한 권리와 배상을 상호 포기하도록 합의하였다.
브레스트-리토프스크 조약에 의하여 구 러시아 제국령이 할양되었기 때문에, 조약을 받아들인 볼셰비키 정부는 좌우의 입장을 불문하고 국내의 모든 계층에서 비판을 받게 된다. 이는 볼셰비키를 분열의 위기에 처하게 하였다. 이러한 상황을 틈타 협상국측이 간섭하게 되고, 2년에 걸친 적백내전이 계속된다. 또한, 폴란드의 간섭에 의하여 폴란드·소비에트 전쟁도 발발한다. 1920년에는 서부 우크라이나를 제외한 우크라이나의 대부분은 적색군의 활약과 스파이의 공작활동을 통해 볼셰비키측에 탈환되었으나, 발트해 연안 지역과 폴란드에 귀속된 넓은 영토는 에스토니아, 라트비아, 리투아니아, 폴란드의 영토가 되어 제2차 세계 대전까지 소련이 다시 수복하지 못하게 된다.

## 같이 보기
- 벨라루스의 역사
- 9월 계획